# حارة النصارى (القدس)

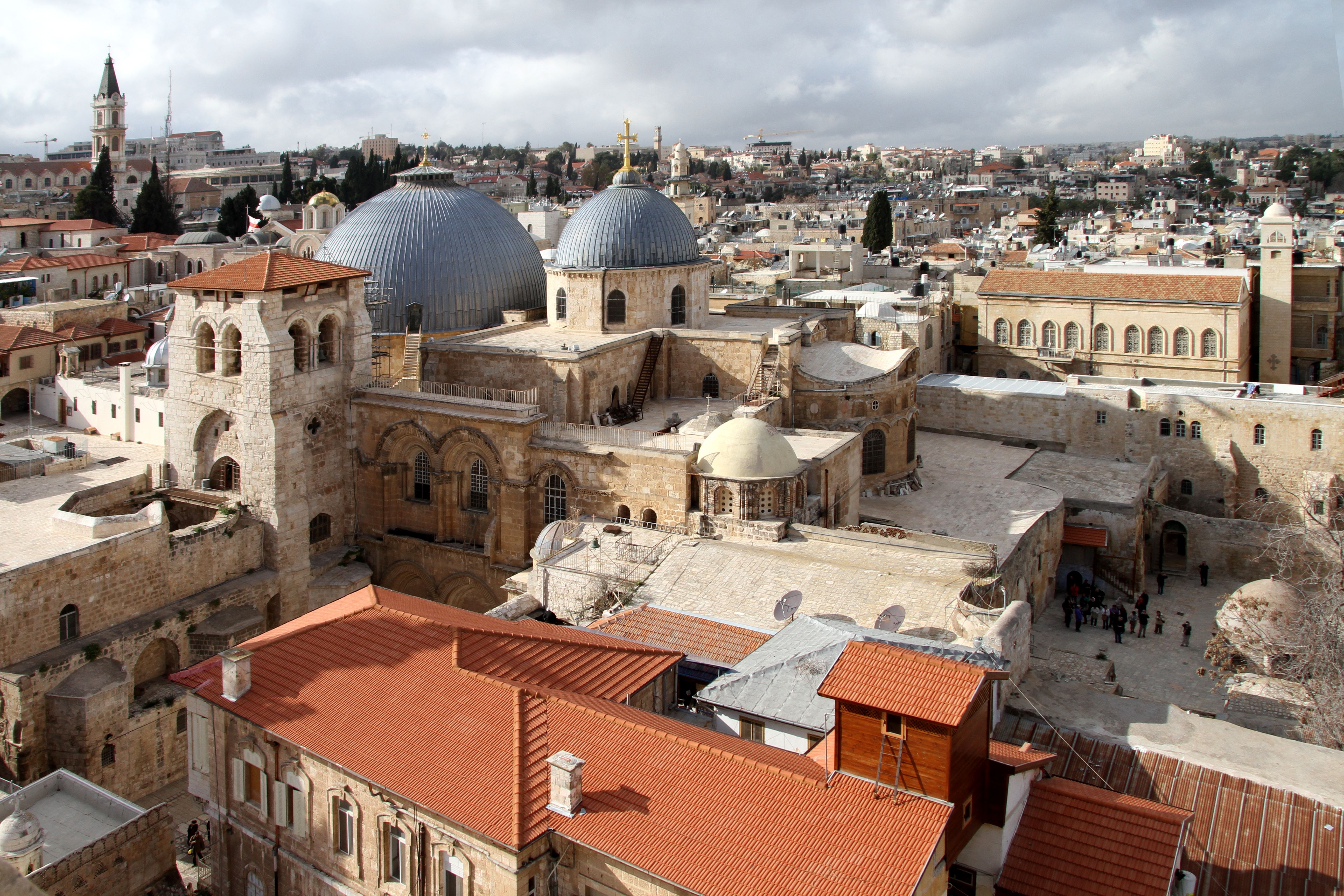
حارة النصارى تتوسطه كنيسة القيامة.

حارة النصارى هي واحد من الأحياء الأربع الكبرى في مدينة القدس الشرقية، وتقع داخل أسوار مدينة القدس؛ الأحياء الأربع الأخرى هي الحي اليهودي، الحي الإسلامي وحارة الأرمن. ويقع في الحي المسيحي في الركن الشمالي الغربي من المدينة القديمة، ويمتد من الباب الجديد في الشمال، على طول الجدار الغربي من المدينة القديمة وصولًا إلى باب الخليل. حارة النصارى تحتوي على نحو 40 من الأماكن المقدسة المسيحية. من بينها كنيسة القيامة، واحدة من أقدس الأماكن في المعتقد المسيحي، هذا الحي معظم سكانه من المسيحيين العرب وهو إلى جانب حارة الأرمن الذي يقطنه الارمن المسيحيين من التجمعات المسيحية الكبرى في القدس القديمة.

## خصائص الحارة

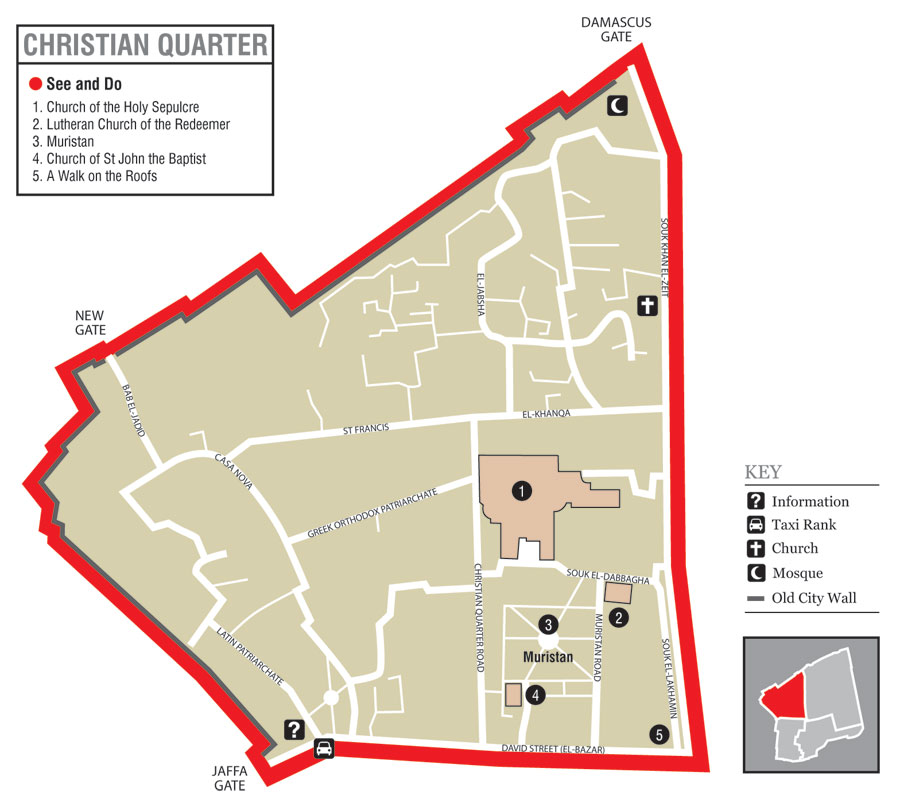
خريطة حارة النصارى.

تم بناء الحي المسيحي حول كنيسة القيامة والتي هي قلب هذا الحي. حول الكنيسة تم بناء عدد كبير من الكنائس والأديرة. بشكل عام يحتوي الحي على من المنازل التي يملكها مسيحيين، والتي تتركز في معظمها في الجزء الجنوبي الشرقي من الحارة بالقرب من بوابة أريحا. يحتوي الحارة على عدد من المدارس والمباني التعليمية، مثل المدرسة اللوثرية ومدرسة سانت بيير، بالإضافة إلى تواجد مستشفيات تملكها ارساليات ورهبانيات مسيحية.
المباني المسيحية التي تتواجد في الحارة أهمها كنيسة القيامة، والتي تحتل معظم الأراضي، إلى جانب بطريركية كنيسة الروم الأرثوذكس في القدس ودير الفرنسيسكان، وسان سالفاتور والبطريركية اللاتينية في القدس.الحارة تحتوي أيضًا على محلات بيع التذكارات والمقاهي والمطاعم والفنادق ومحلات الصاغة والساعات والحمامات. وتتركز في معظم المحلات التجارية في شارع السوق، وشارع داوود، وعلى طول الطريق المسيحي. وقد تم بناء بعض الفنادق (مثل فندق كازا نوفا، وفندق الروم الكاثوليك) من قبل الكنائس من أجل اقامة أماكن راحة للزوار والحجاج. هناك عدد من الفنادق الخاصة. الحارة تحتوي أيضًا على بعض المتاحف الصغيرة مثل متحف البطريركية الأرثوذكسية. في الجزء الجنوبي الغربي من الحارة هناك بركة سباحة وتدعى ببركة حزقيا والتي كانت تستخدم لتخزين مياه الأمطار للمنطقة.

## ازدهار الحي

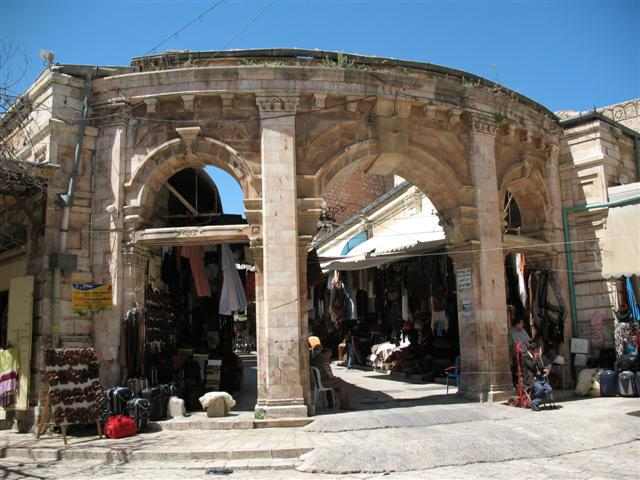
شارع مورستان، مدخل سوق افطيموس.

في القرن التاسع عشر هدفت الدول الأوروبية توسيع نفوذها في القدس، وبدأ ازدهار المباني والعمارة في الحي المسيحي. حاولت السلطات العثمانية وقف النفوذ الأوروبي وقواعد المنشأت وشراء الأراضي في المنطقة. لكنها أدت تدخلات شخصية من رؤساء تلك الدول (مثل ويلهلم الثاني من ألمانيا فرانز جوزيف من النمسا) لبناء بعض مباني الدينية لتلك الدول.
في نهاية القرن 19 لم يكن هناك مزيد من الأراضي في الحي المسيحي. في الفترة نفسها، بعد فتح قناة السويس حج وسافر العديد من المسيحيين إلى الأراضي المقدسة. هذا أدى إلى اشتداد المنافسة بين القوى الأوروبية من أجل زيادة نفوذها في القدس. بنت فرنسا المستشفيات، وأديرة، وبيوت الشباب للزوار من خارج المدينة القديمة في منطقة متاخمة للحي النصارى وهي المنطقة التي أصبحت تعرف باسم المنطقة الفرنسية. ومن قبلهم، بنى الروس مجمعات سكانية وعلمية مكان قريب.
إذ كان كاثوليك الدولة العثمانية قد وضعوا تحت حماية فرنسا والنمسا، في حين وضع الأرثوذكس تحت حماية روسيا وقامت إنجلترا بحماية البروتستانت
تطور حي النصارى مع زيادة النفوذ الغربي الأوروبي فبتنيت مدارس الارساليات والمشافي والمعاهد العلمية، فازدهر حي النصارى مقارنة بالاحياء الأخرى التي عانت من فقدان هذه الخدمات، كما نشط حارة النصارى اقتصاديًا خاصًة مع ازدهار أحول سكانه الذين عملوا بالتجارة ومع هجرة مسيحيي القدس أرسل اثرياء المهجر أموال لدعم أهالي الحي. في عام 1898 وافقت الدولة العثمانية على طلب من الدول الأوروبية وفتحت بوابة جديدة في أسوار البلدة القديمة، في منطقة جديدة للتنمية. كانت تسمى بوابة «باب جديد».

## معالم الحارة

### الكنائس

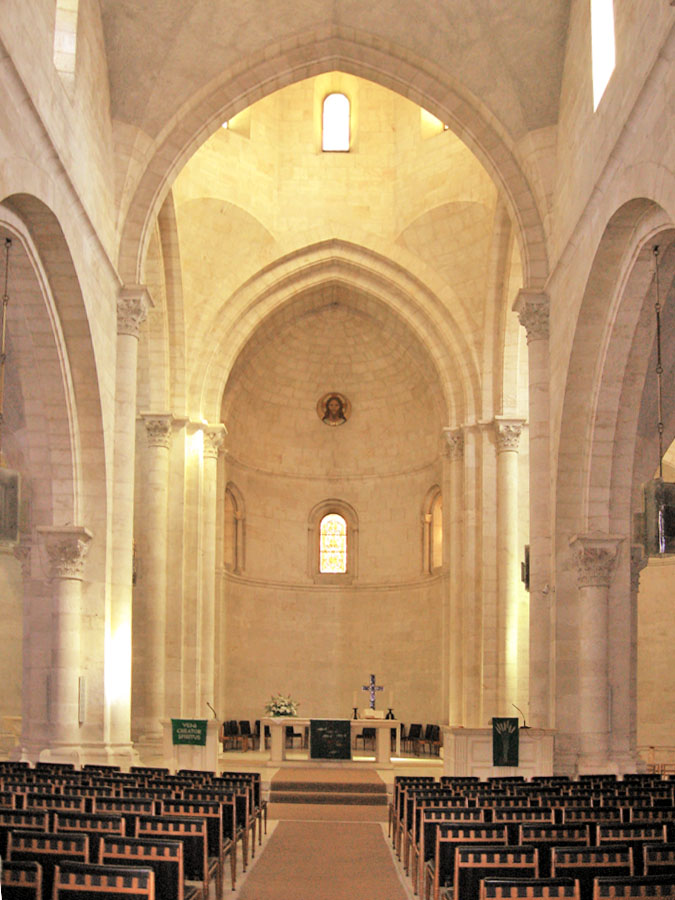
كنيسة المخلص اللوثرية.

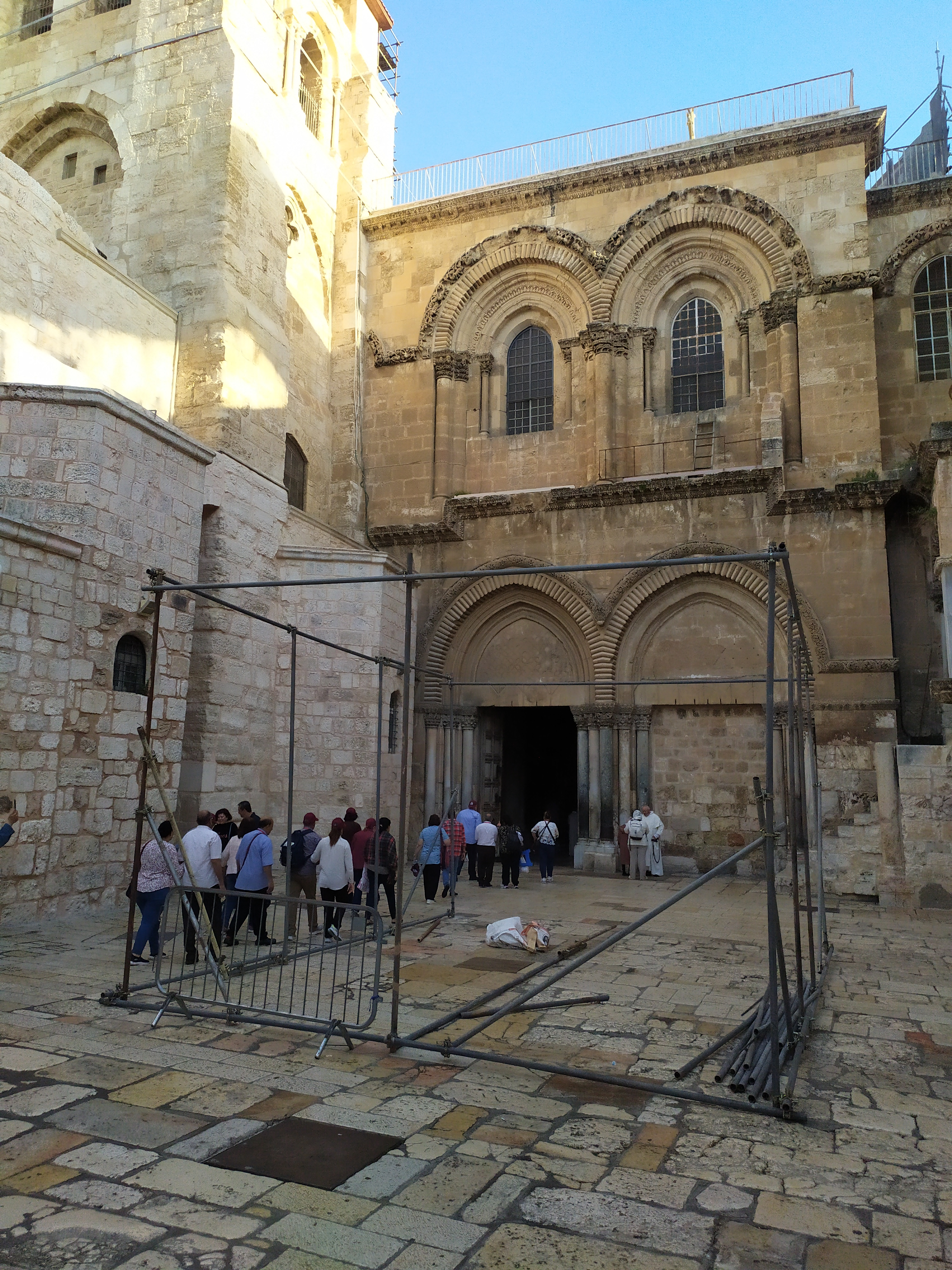
مدخل وساحة كنيسة القيامة في حارة النصارى في البلدة القديمة في القدس

- كاتدرائية مشتركة لاسم يسوع الأقدسمدخل وساحة كنيسة القيامة في حارة النصارى في البلدة القديمة في القدس كنيسة القيامة: هي أقدس الكنائس في المسيحية والأكثر أهمية في العالم المسيحي وتحتوي الكنيسة على المكان الذي دفن فيه المسيح واسمه القبر المقدس. سميت كنيسة القيامة بهذا الاسم نسبة إلى قيامة يسوع من بين الأموات في اليوم الثالث بحسب العقيدة المسيحية. تتقاسم الكنيسة الأرثوذكسية الشرقية والكاثوليكية الأرثوذكسية المشرقية
- كنيسة المخلص اللوثرية: ثاني أقدم الكنائس البروتستانتية في مدينة القدس.[ا]
- كنيسة يوحنا المعمدان: وهي كنيسة تعود للعهد البيزنطي، وهي من أقدم الكنائس في القدس القديمة.
- كنيسة الكسندر نيفسكي: وهي تتبع الكنيسة الروسية الأرثوذكسية، بنيت الكنيسة بدعم من أميرة روسية.

### الاديرة
- دير السلطان.
- دير المخلص.
- دير الروم الأرثوذكس.

### أسواق
- المورستان: شارع يقع فيه مشفى المورستان الذي بناه فرسان القديس يوحنا خلال العصر الصليبي، يقع في الشارع عدد من المحال التجارية والسوق المركزي في حارة النصارى.

### مباني ذات أهمية
- نزل كازا نوفا: وهو فندق يملكه رهبان الفرنسيسكان.

### مواقع أخرى
- بركة حزقيال.

- جامع عمر: وهو المسجد الذي بنى في موقع صلاة الخليفة عمر بن الخطاب.

## صور

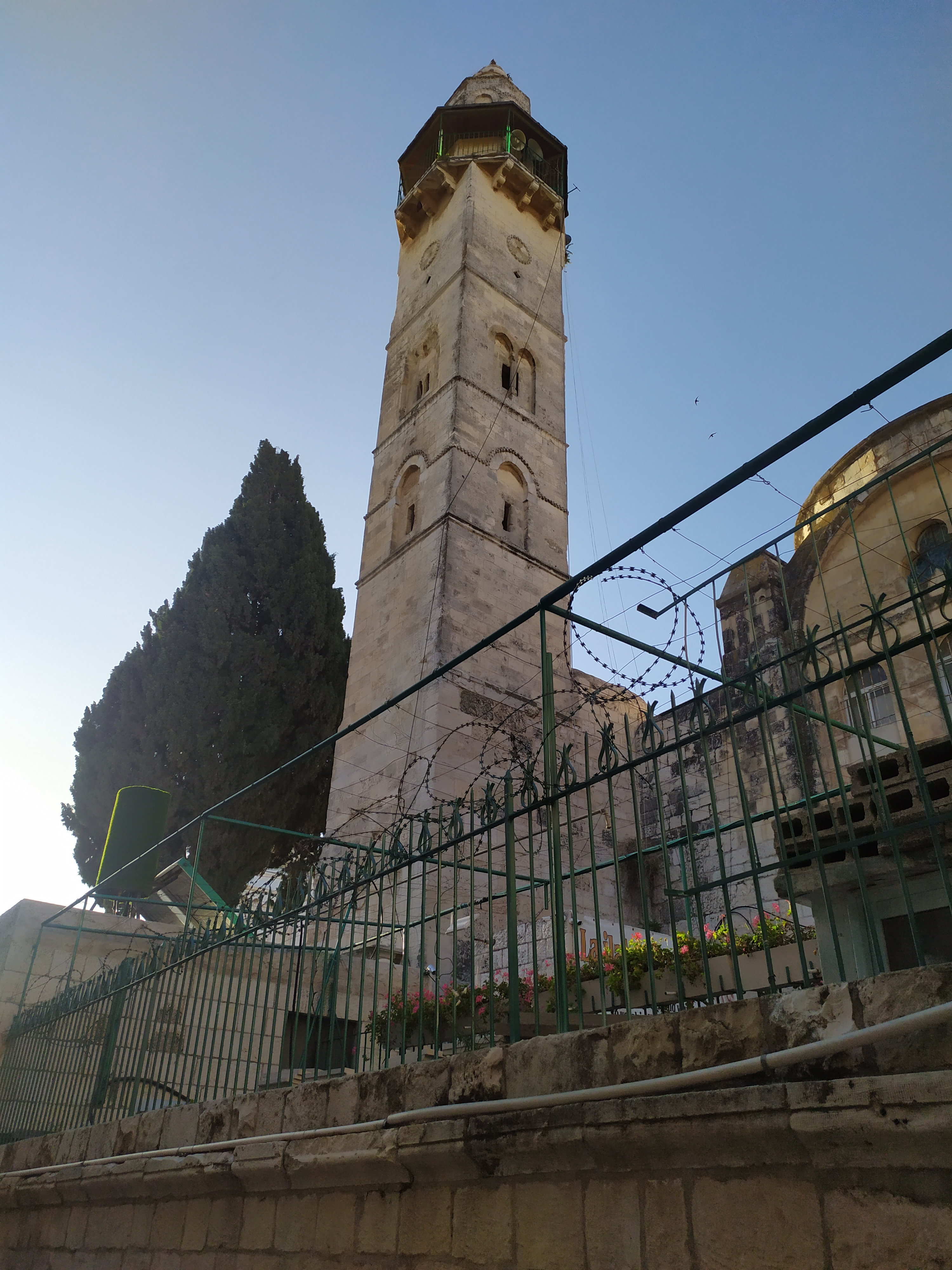
مسجد عمر بن الخطاب في القدس الواقع في حارة النصارى في البلدة القديمة في القدس

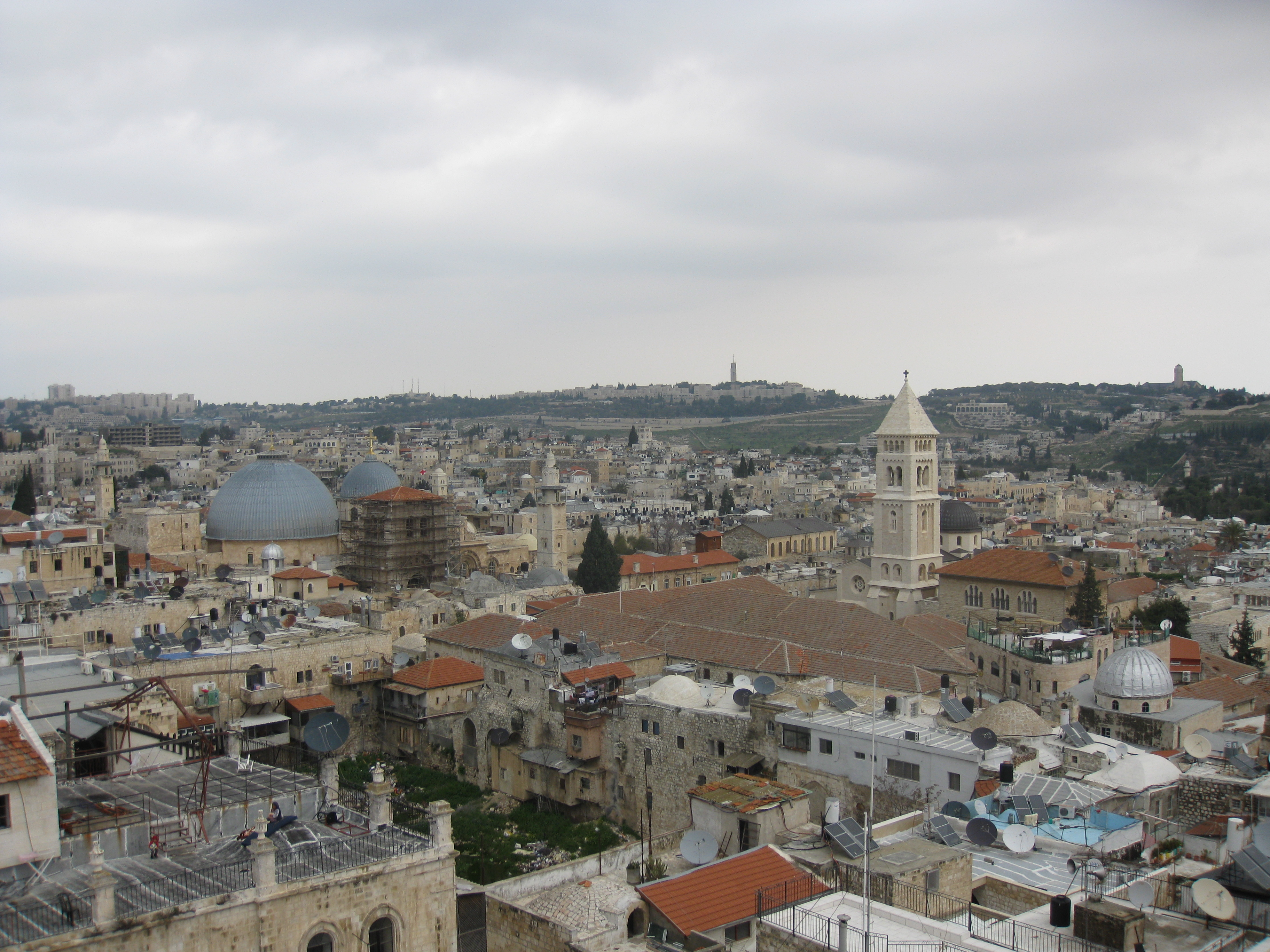
منظر عام لحارة النصارى.
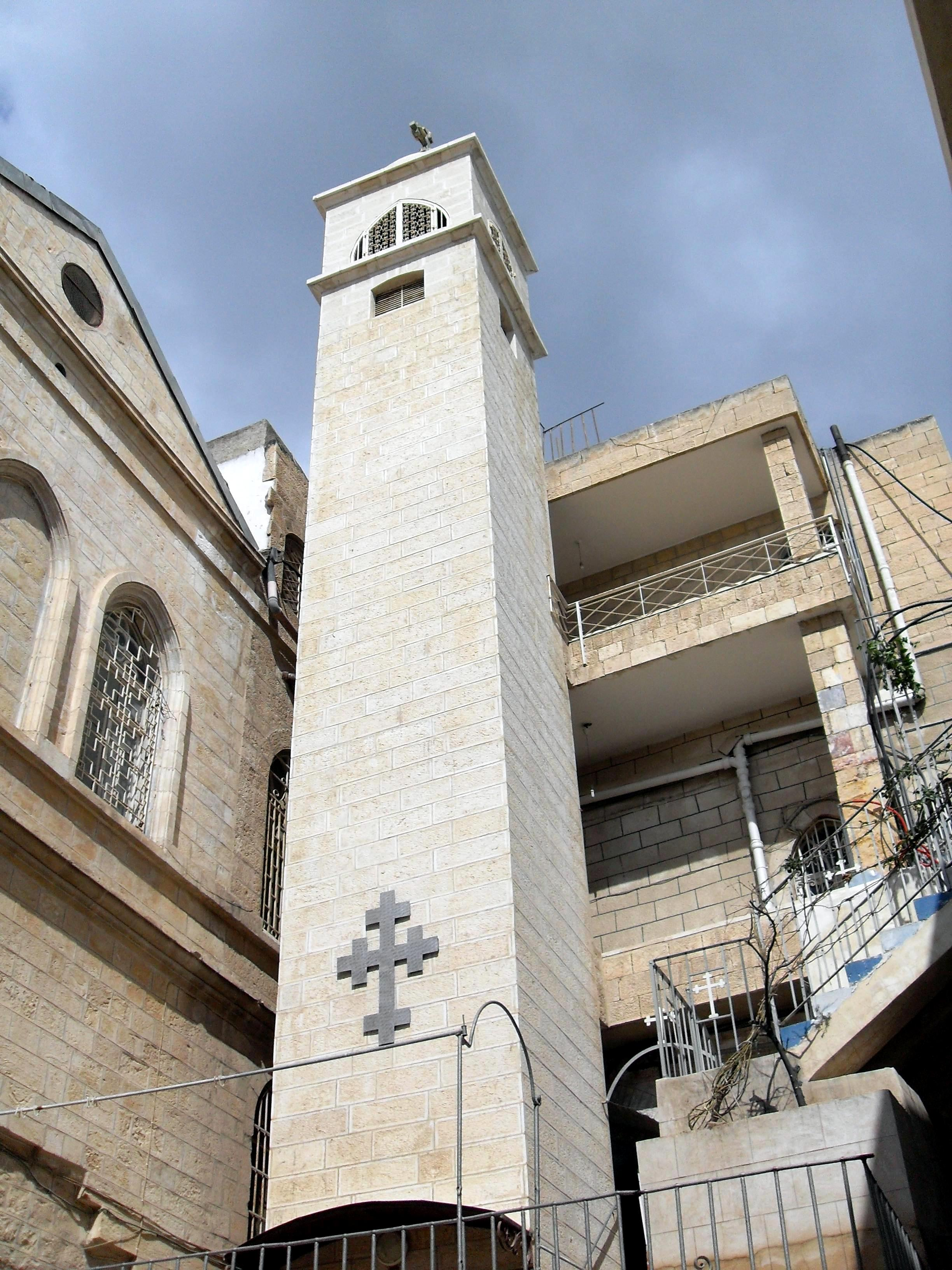
دير القديس أنطونيوس القبطي.
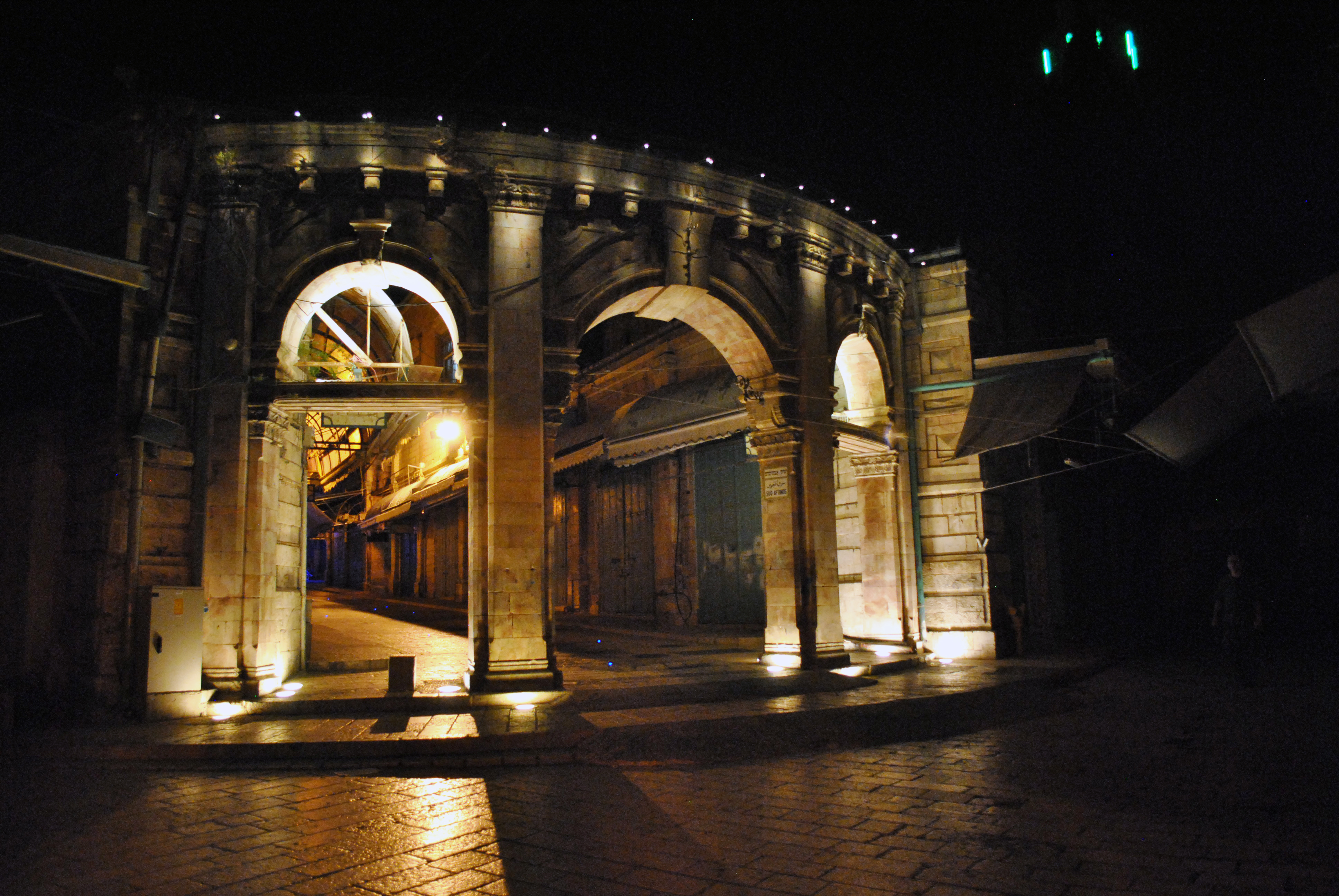
مدخل المورستان ليلًا.
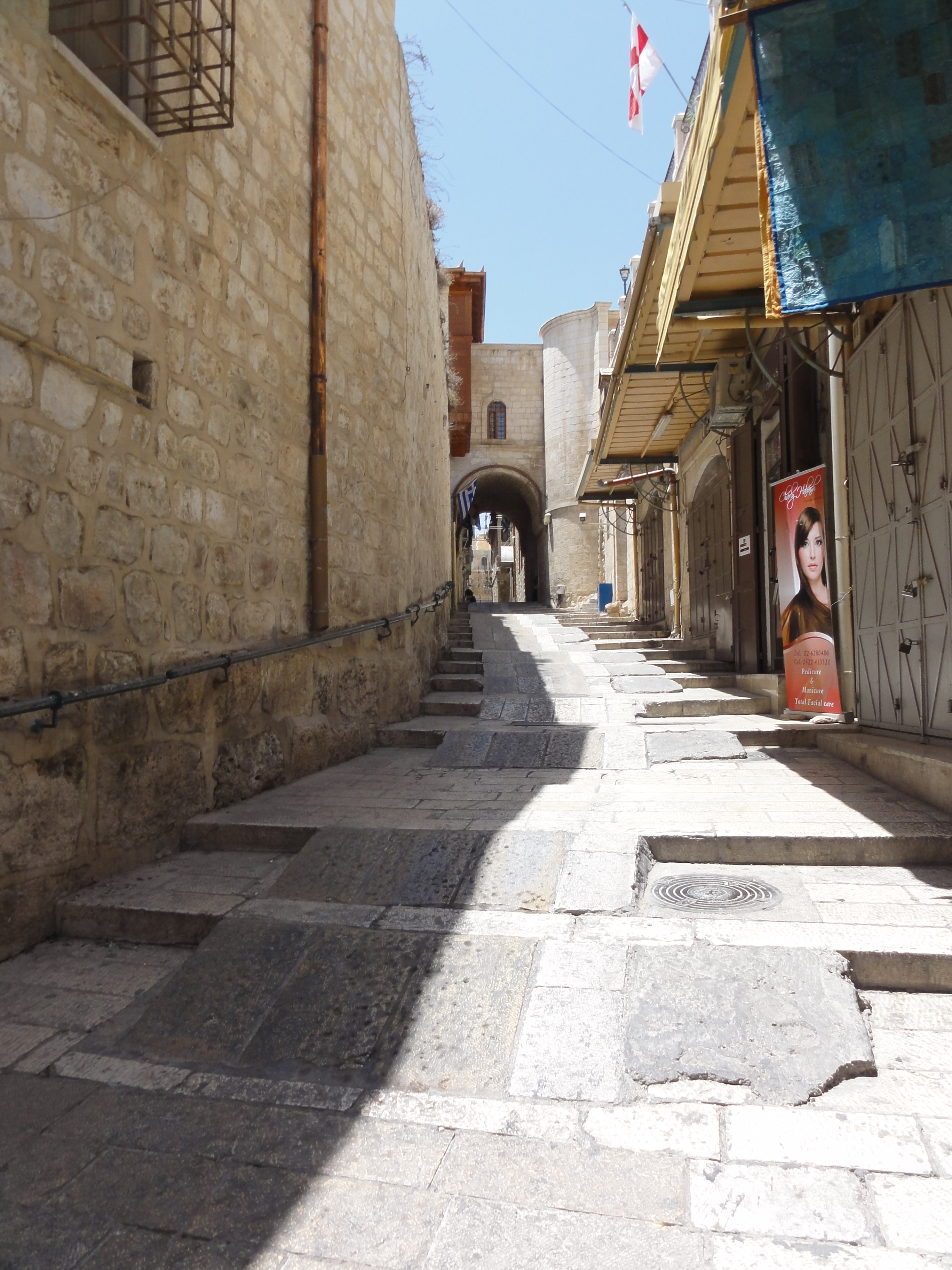
زقاق في حارة النصارى.
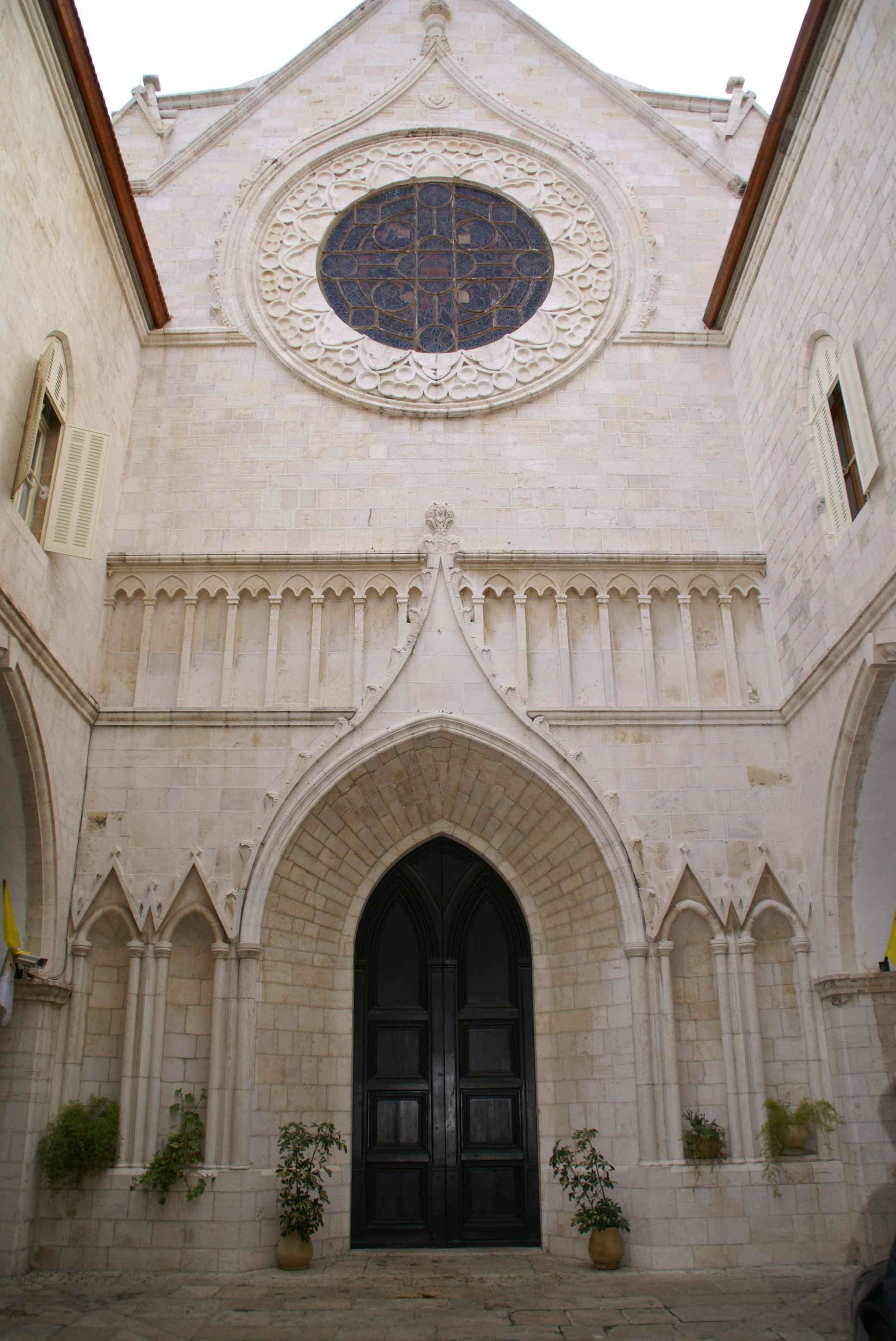
كنيسة يسوع الكاثوليكية.
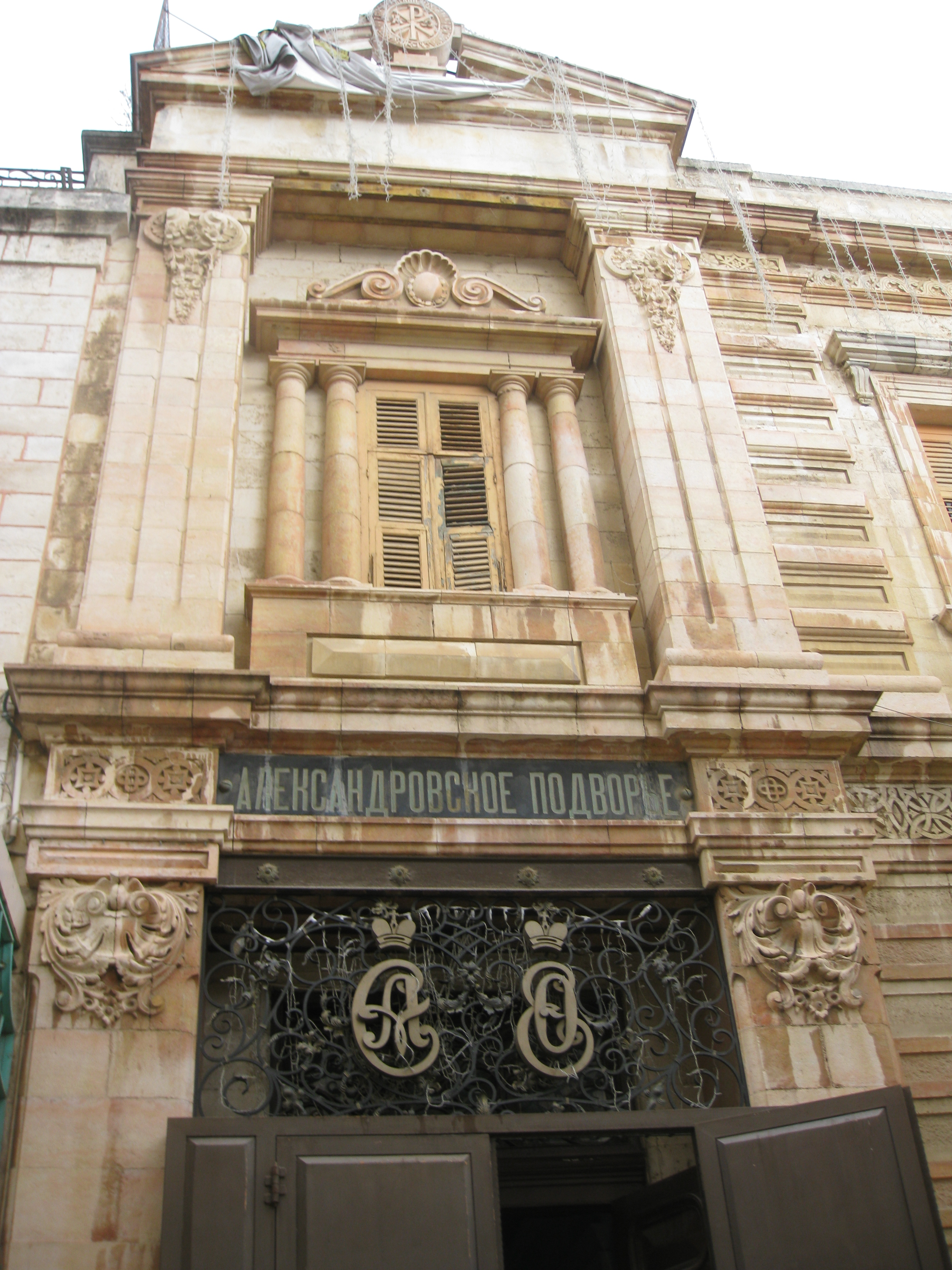
الكنيسة الروسية.
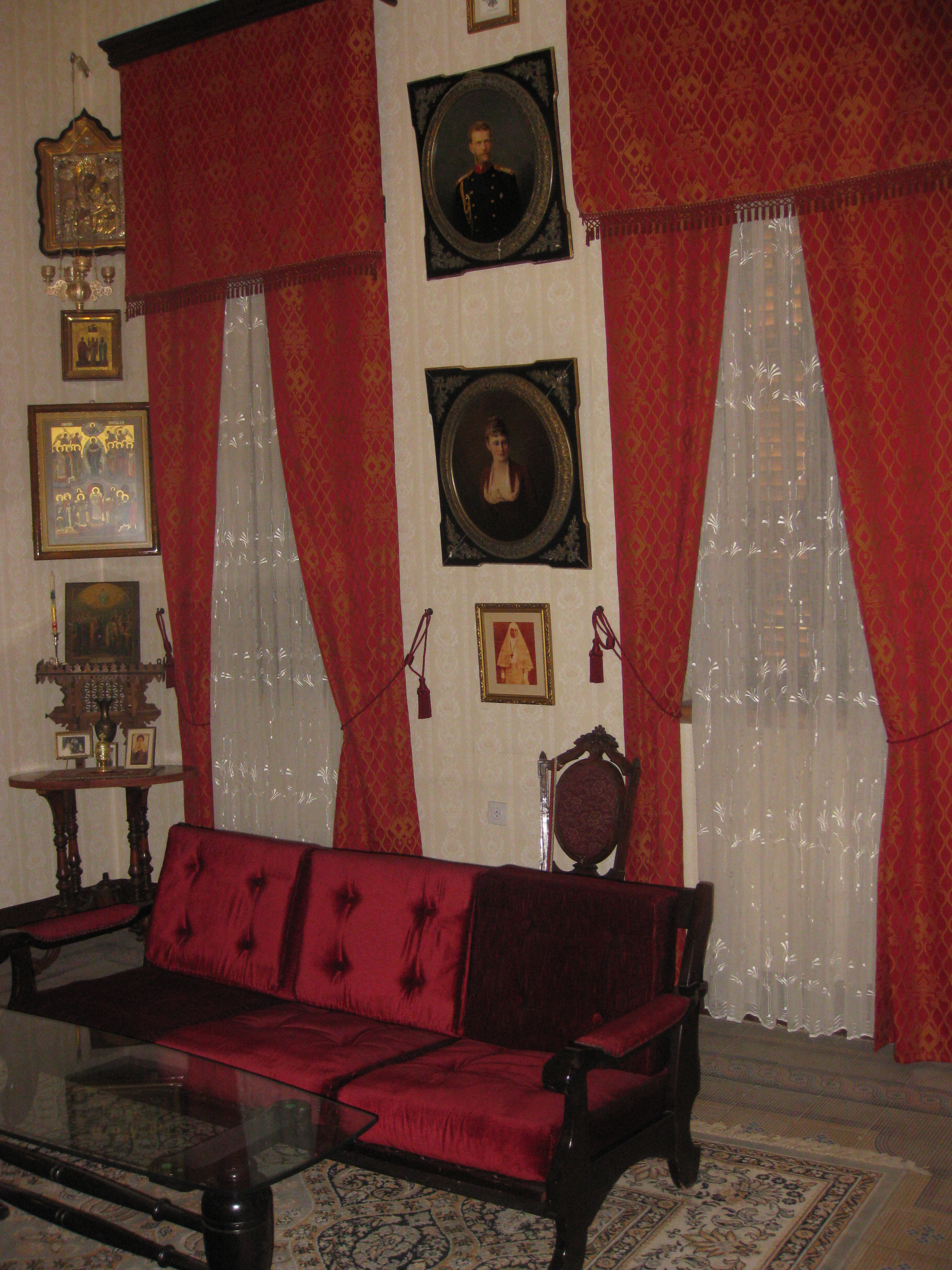
داخل منزل لاحد أثرياء الروس في حارة النصارى.
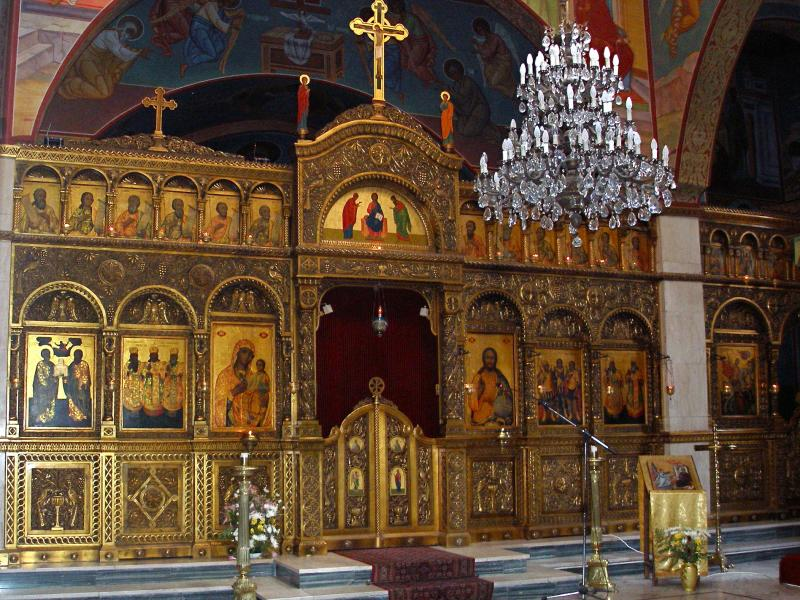
كنيسة البشارة وهي لكنيسة الروم الكاثوليك.
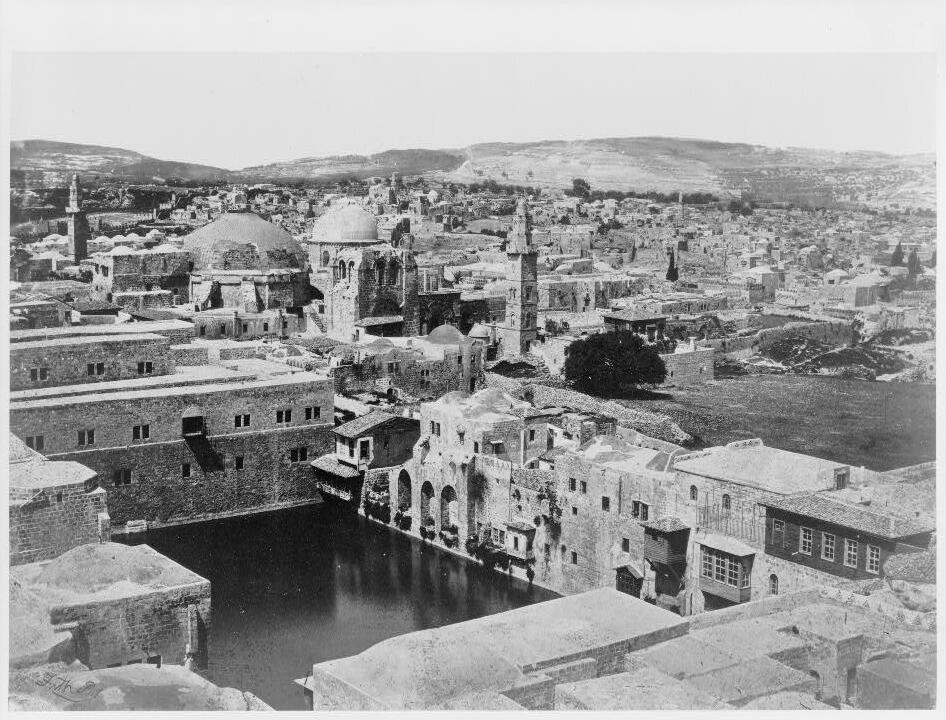
صورة قديمة لحارة النصارى، تظهر فيها بركة حزقيال تعود إلى عام 1862.
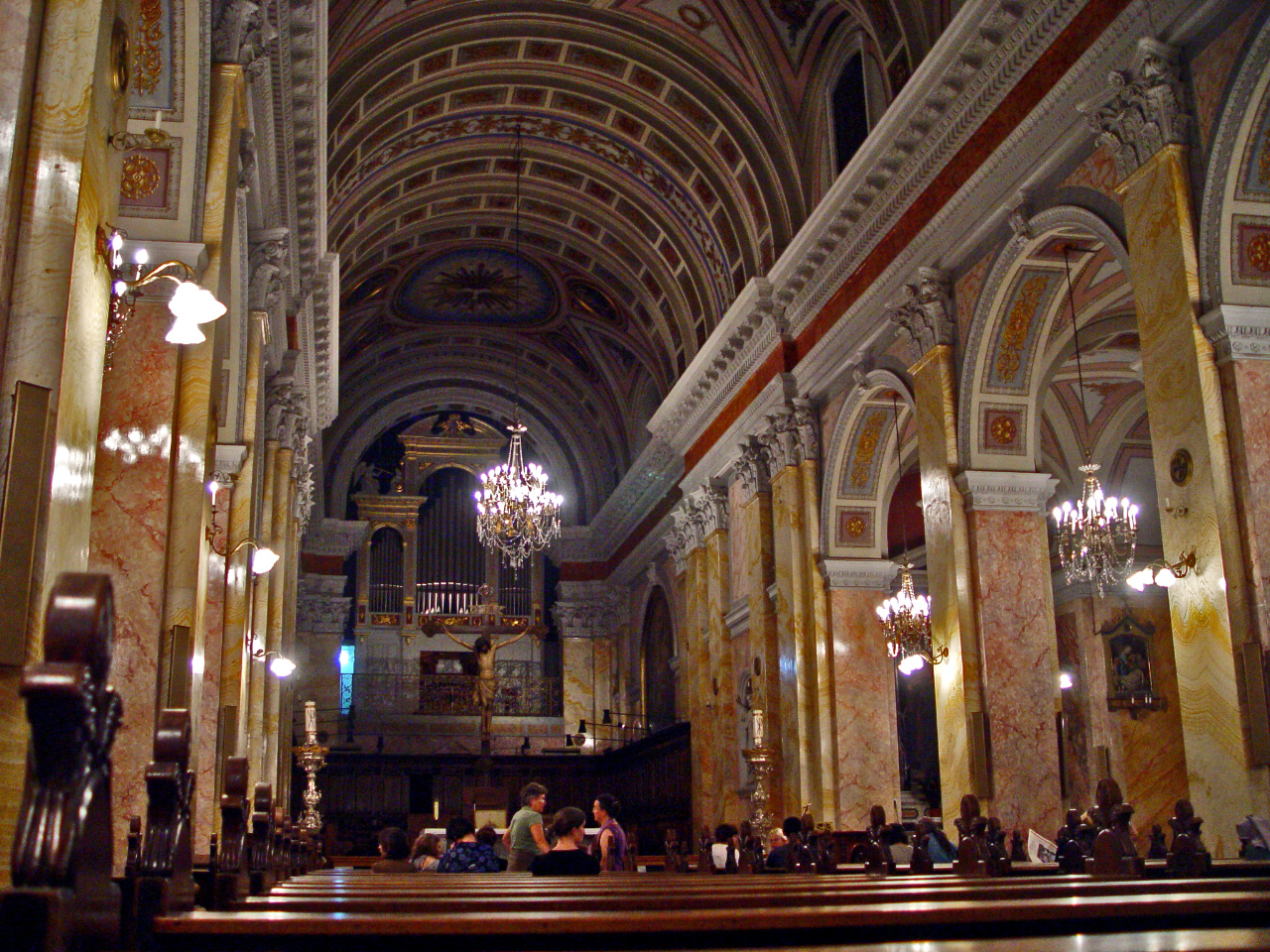
كنيسة المخلص اللاتينية.
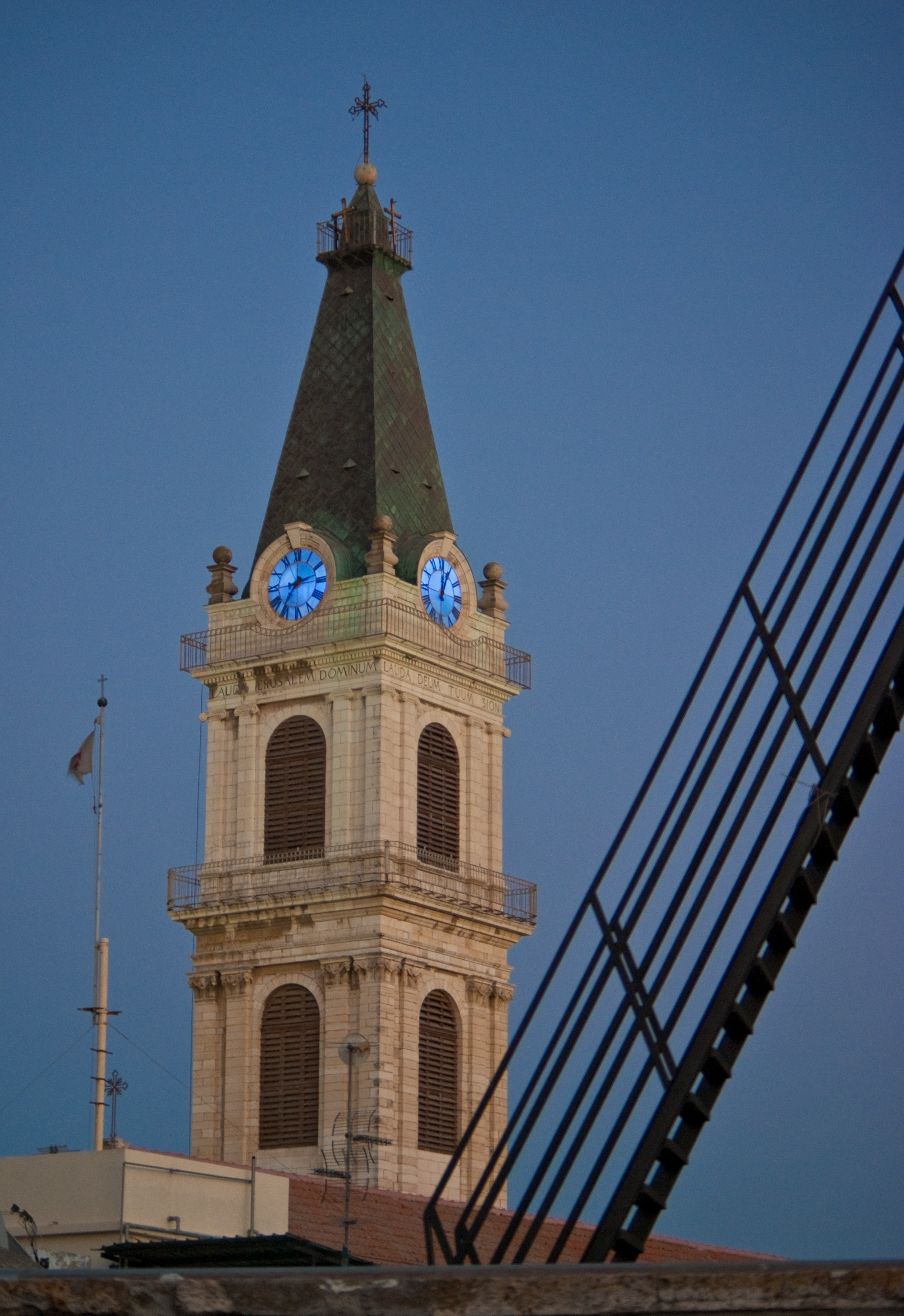
ساعة جرسية كنيسة المخلص.
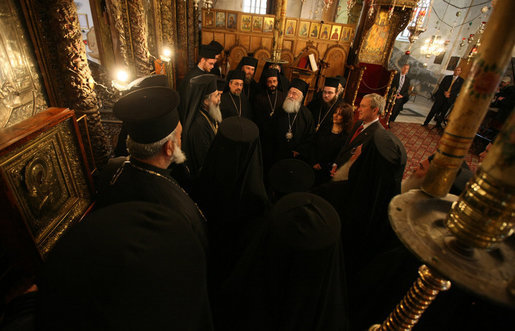
رجال دين أرثوذكس مع الرئيس الأمريكي السابق جورج بوش داخل كنيسة بطريركية الروم الأرثوذكس.
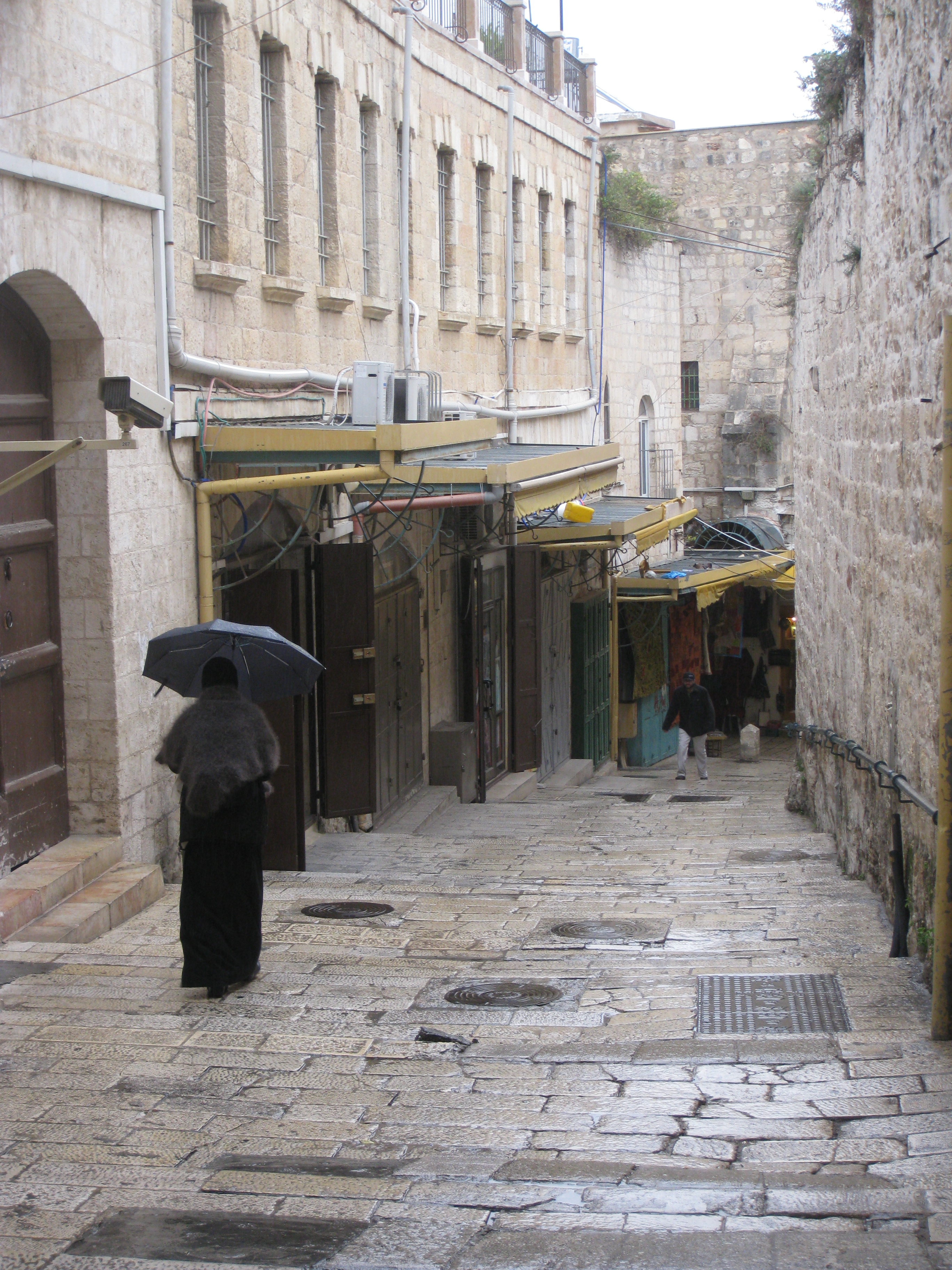
شارع النبي داوود.
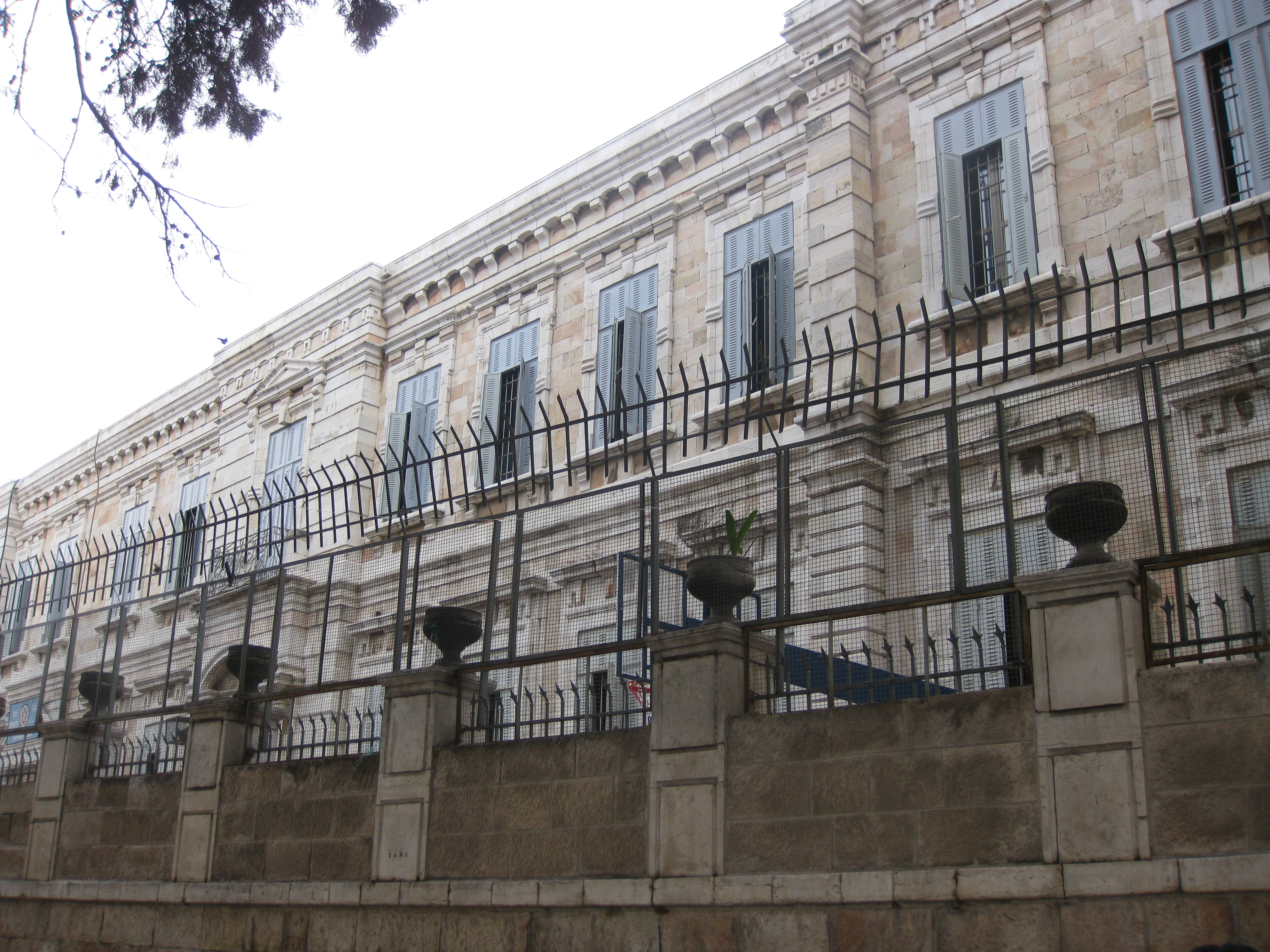
قصر بترا.
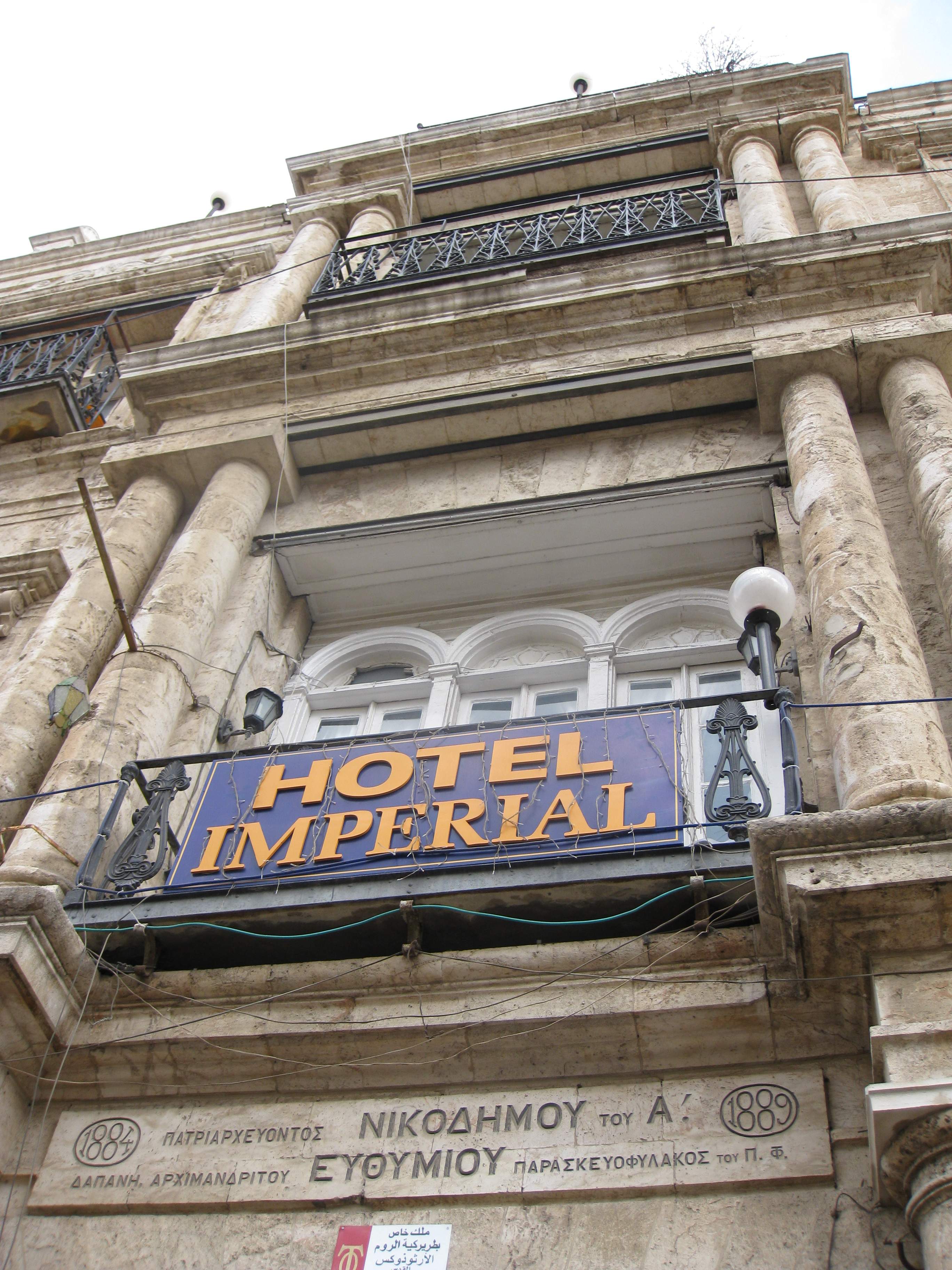
فندق امبريال.
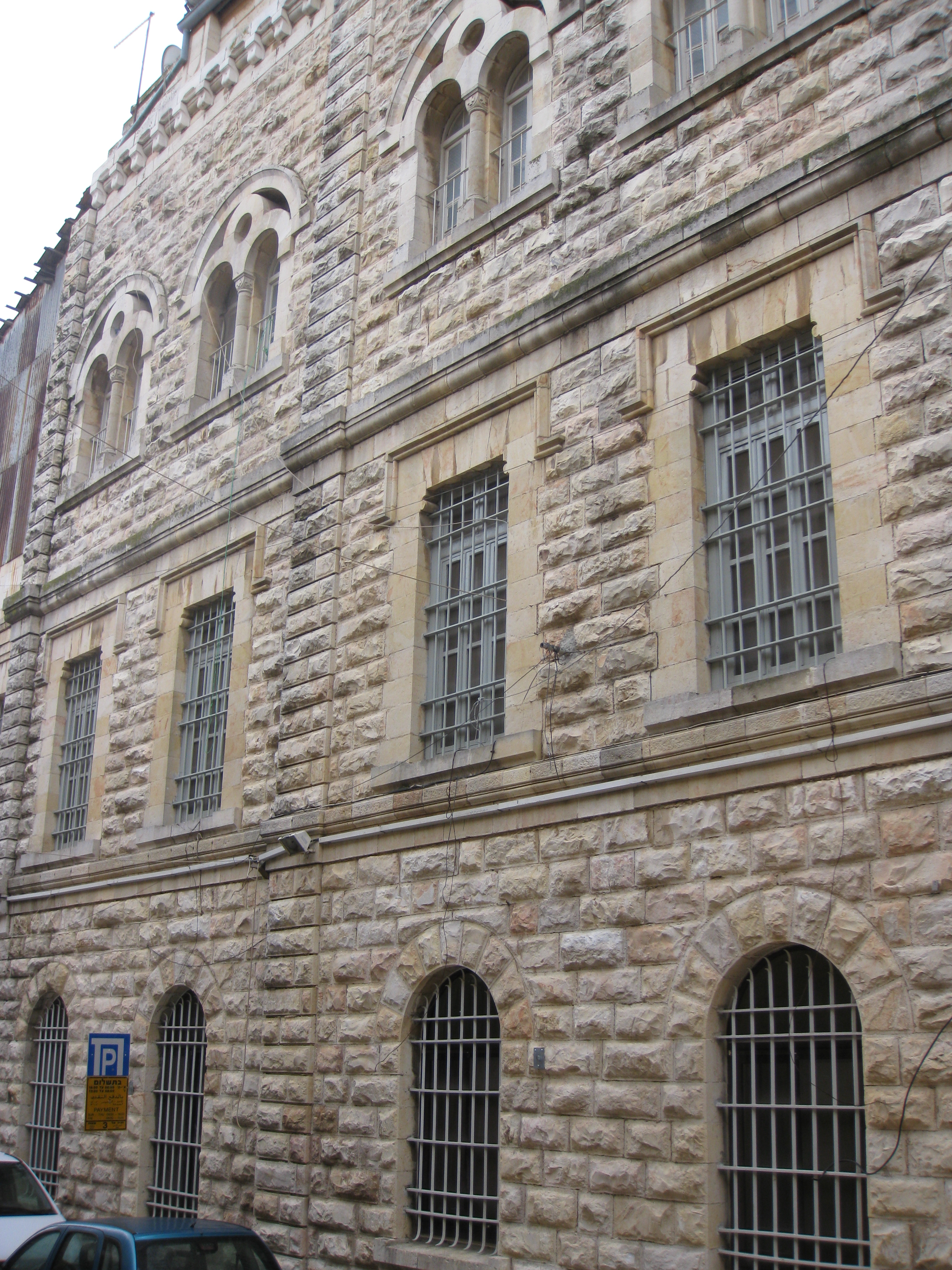
أحد مباني الحارة.
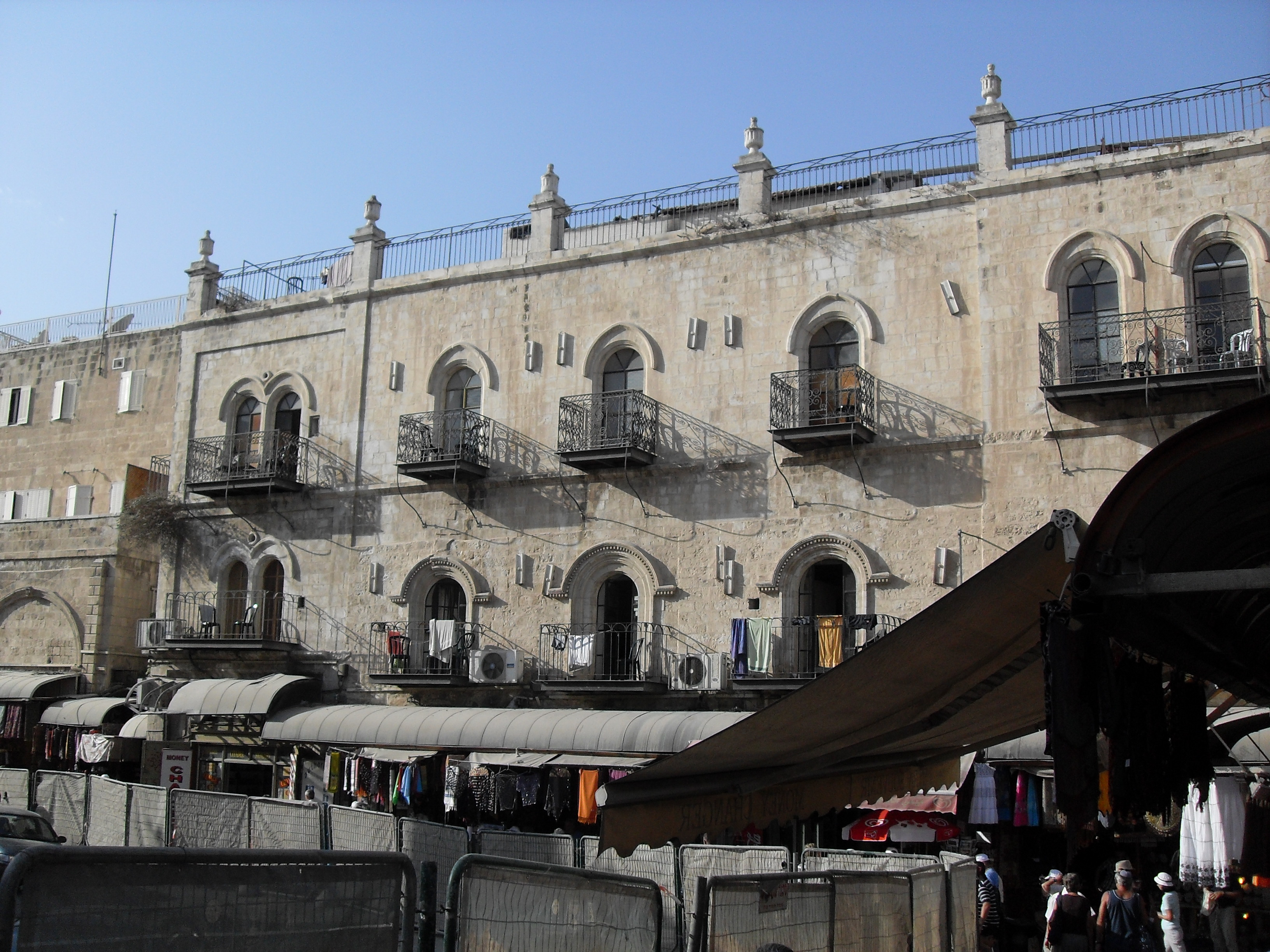
شرفات في حارة النصارى.
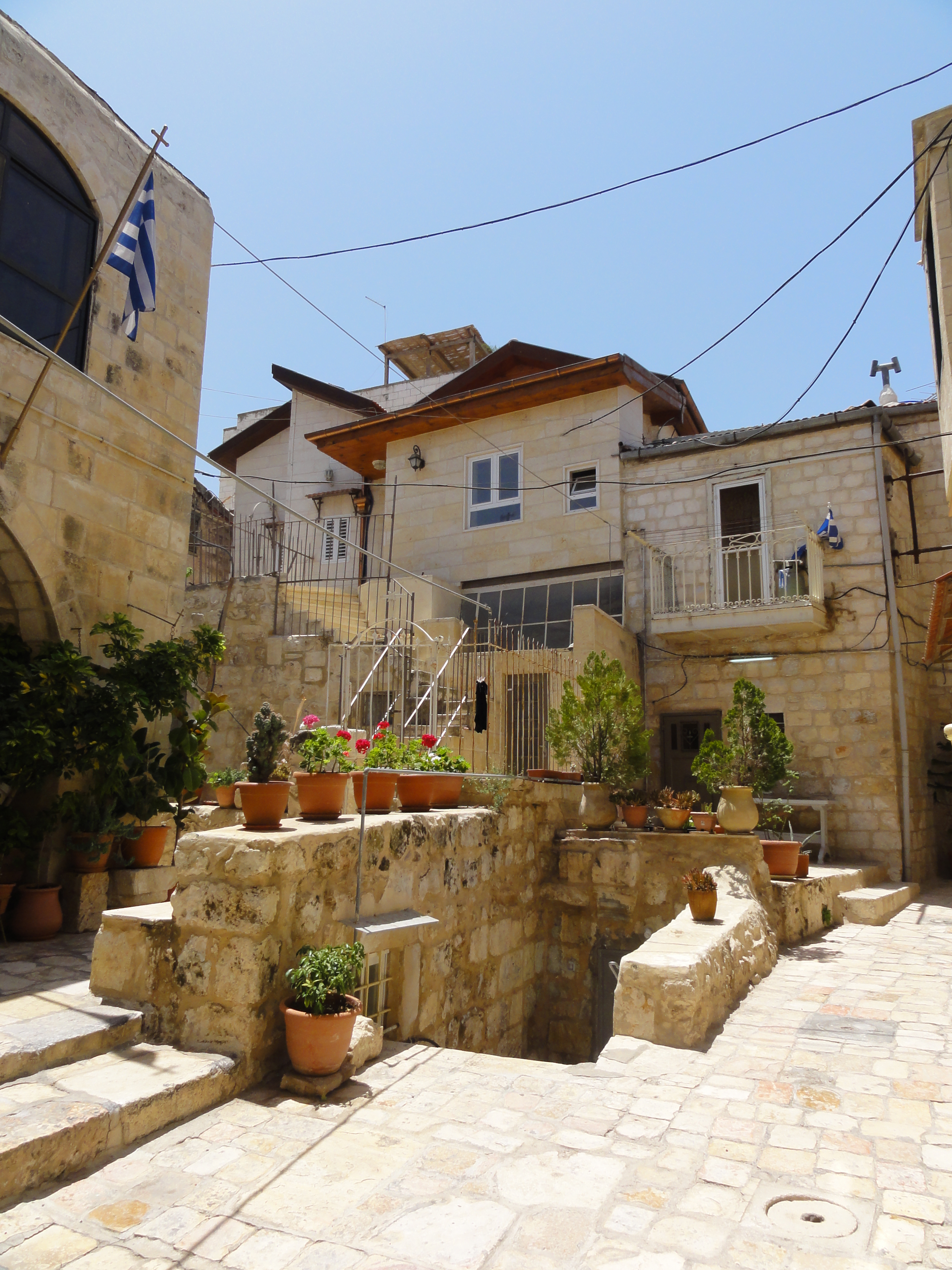
داخل حارة النصارى.
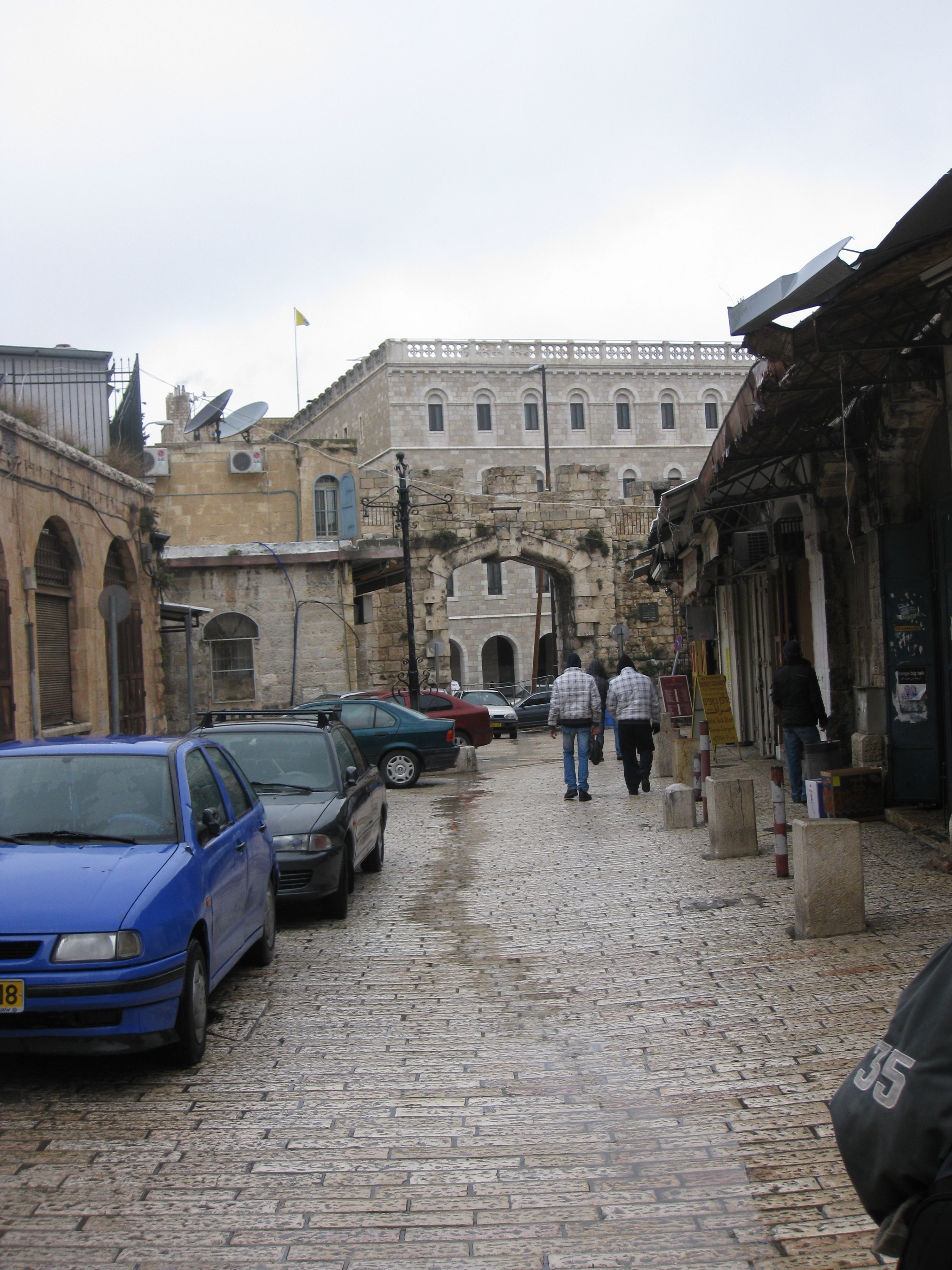
مدخل بوابة الجديد.
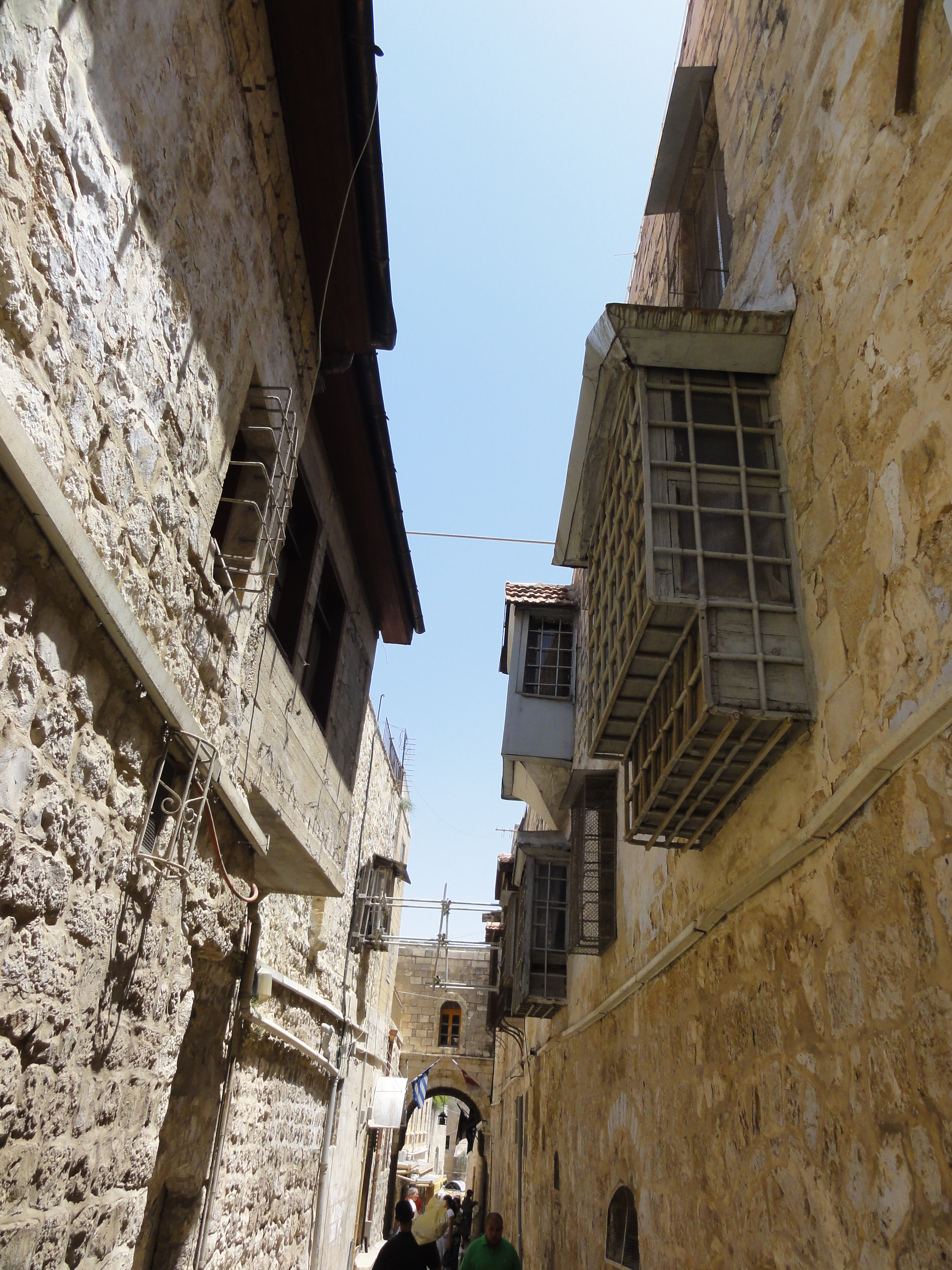
بيوت حارة النصارى.
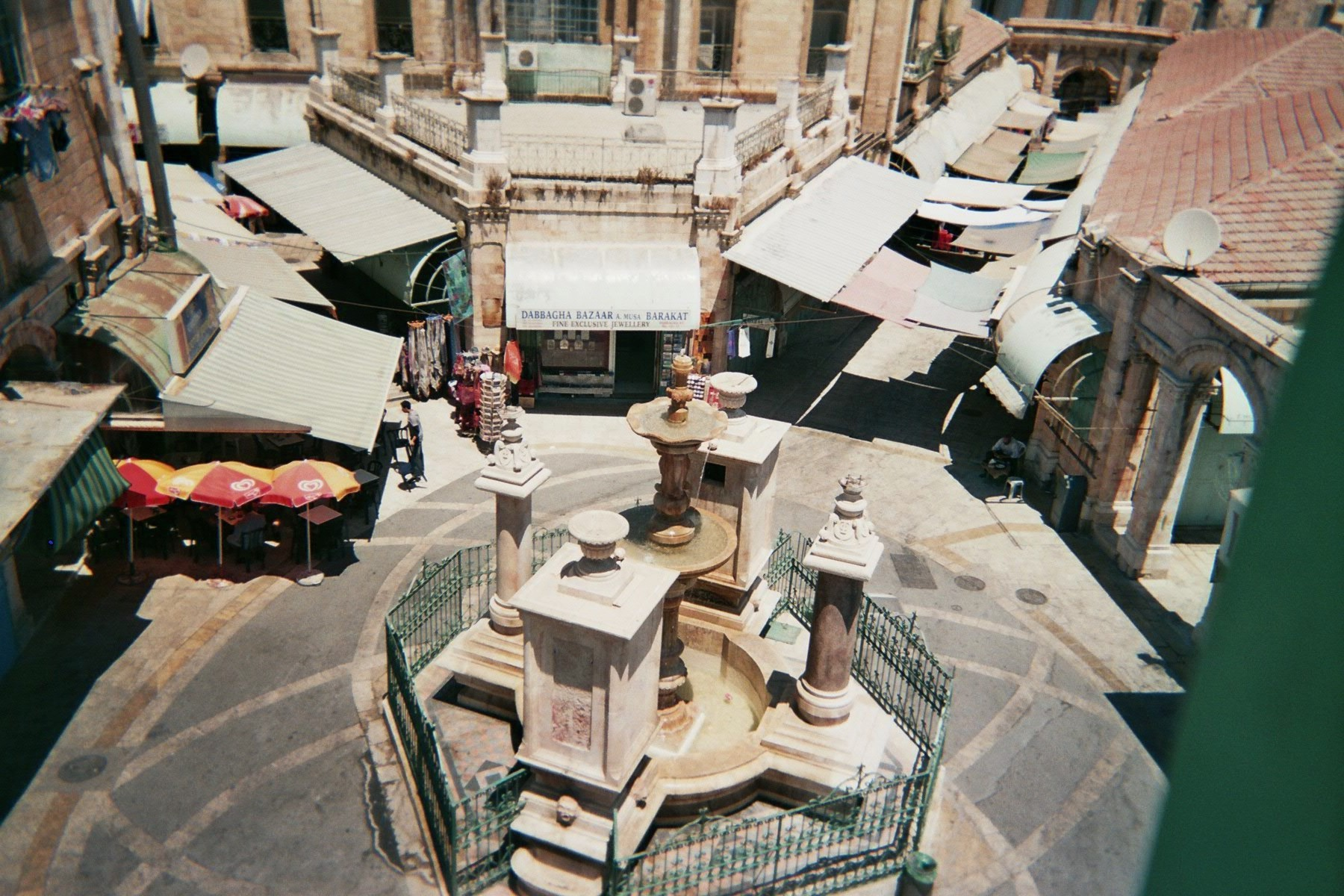
نافورة المارستان.

## مواقع خارجية
- الموقع المسيحي العربي.
- جذورنا.
- موقع الكلام الأول.